# Ripensia Timișoara
Ripensia Timișoara ist ein rumänischer Fußballverein aus Timișoara. Er wurde viermal rumänischer Meister und zweimal rumänischer Pokalsieger. Der 1928 gegründete Verein wurde 1948 aufgelöst und 2012 wieder reaktiviert.

## Geschichte
Ripensia Timișoara wurde im Jahr 1928 von Dr. Cornel Lazăr, dem früheren Präsidenten von Chinezul Timișoara, gegründet. Der Name geht auf die römische Provinz Dacia ripensis zurück, das heutige Banat. Die Spieler kamen hauptsächlich von Chinezul und FC Politehnica Timișoara.
Ripensia war der erste professionelle Fußballverein in Rumänien. Daher konnte die Mannschaft bis 1932 nicht an offiziellen Meisterschaften teilnehmen. In den 1930er Jahren dominierte Ripensia zusammen mit Venus Bukarest den rumänischen Fußball und wurde viermal rumänischer Meister (1932/33, 1934/35, 1935/36, 1937/38) und zweimal rumänischer Pokalsieger (1934, 1936). Zweimal konnte die Vizemeisterschaft errungen werden. 1938 nahm Ripensia am Mitropapokal teil und schied nach einem Sieg in der ersten Runde gegen den AC Mailand in der zweiten Runde gegen Ferencváros Budapest aus.
Nach dem Zweiten Weltkrieg vermochte Ripensia aufgrund finanzieller Probleme und der neuen kommunistischen Regierung nicht mehr an die früheren Erfolge anknüpfen. Nach zwei Jahren in der Divizia B und der Divizia C wurde der Verein im Jahr 1948 aufgelöst und durch Electrica Timișoara ersetzt, der seinen Namen von dem Stadion seines Vorgängervereins übernommen hatte.
Im Jahr 2002 wurde der Vereinsname Ripensia auf Initiative von Aktivisten, die den Verein neugründen wollten, geschützt. Am 12. Juli wurde der Verein nach einer Entscheidung eines Gerichts in Timișoara offiziell neugegründet.

## Ripensia in der Divizia A
| Jahr    | Platz | Sp | G  | U | N | Torverhältnis | Punkte |
| ------- | ----- | -- | -- | - | - | ------------- | ------ |
| 1932/33 | 1     | 12 | 10 | 0 | 2 | 49:10         | 20 (1) |
| 1933/34 | 1     | 14 | 10 | 2 | 2 | 55:13         | 22 (2) |
| 1934/35 | 1     | 22 | 14 | 4 | 4 | 66:34         | 32     |
| 1935/36 | 1     | 22 | 13 | 4 | 5 | 59:37         | 30     |
| 1936/37 | 3     | 22 | 13 | 1 | 8 | 59:39         | 27     |
| 1937/38 | 1     | 18 | 15 | 0 | 3 | 63:25         | 30 (3) |
| 1938/39 | 2     | 22 | 11 | 4 | 7 | 53:39         | 26     |
| 1939/40 | 6     | 22 | 8  | 6 | 8 | 36:37         | 22     |
| 1940/41 | 3     | 24 | 13 | 6 | 5 | 58:32         | 32     |

- (1) Finale Ripensia Timișoara – Universitatea Cluj 5:3(3:2) und 0:0
- (2) Finale Ripensia Timișoara – Venus Bukarest 2:3(2:0) und 3:5(1:0)
- (3) Finale Rapid Bukarest – Ripensia Timișoara 0:2(0:1) und 0:2(0:0)

## Ehemalige Spieler
- Ferenc Plattkó (1930)
- Balázs Hoksary (1930–1937)
- Alexandru Schwartz (1930–1939)
- Ștefan Dobay (1930–1940)
- Zoltán Beke (1930–1941)
- Rudolf Bürger (1930–1941)
- Gheorghe Ciolac (1930–1941)
- Rudolf Kotormány (1931–1942)
- Vasile Deheleanu (1932–1939)
- Silviu Bindea (1932–1939, 1940–1942, 1948–1949)
- Dumitru Pavlovici (1933–1941)
- Vasile Chiroiu (1935–1939)
- Nicolae Simatoc (1938–1941)

## Ehemalige Trainer
(Auswahl)
- Karl Heinlein
- Vilmos Kertész
- Jenő Konrád
- Ferenc Plattkó
- Josef Pojar
- Josef Uridil
- Rudolf Wetzer